# Пигров, Константин Константинович
Константин Константинович Пигров (1876—1962) — советский хоровой дирижёр и педагог. Заслуженный деятель искусств УССР (1956).

## Биография
Родился 7 ноября (26 октября по старому стилю) 1876 года в селе Малая Джалга (ныне в Апанасенковском районе Ставропольского края).
В 1901 году окончил регентские классы петербургской Придворной певческой капеллы, где занимался у А. К. Лядова (гармония), И. А. Вишневского, Н. А. Соколова.
С первых лет творческой и музыкально-общественной деятельности Пигров выдвинулся в число ведущих хоровых дирижёров России. Создавал любительские хоровые коллективы, устраивал концерты для рабочих Ставрополя, Ростова-на-Дону, Одессы, руководил церковными хорами (с которыми давал также общедоступные концерты, исполняя народные песни и классические произведения).
В 1920—1930 годах и с 1936 года — преподавал в Одесской консерватории (с 1946 — профессор), где организовал кафедру хорового дирижирования (в 1936) и был её руководителем до конца жизни.
В 1930—1940 годах жил в Молдавии; в 1930 году организовал в Тирасполе самодеятельный хор из молдавских рабочих и колхозников и был до 1940 года его художественным руководителем. Этот коллектив стал одним из лучших в республике (с 1936 года — профессиональная капелла «Дойна»).
С 1944 года Пигров возглавлял организованный по его инициативе хор студентов Одесской консерватории, который вскоре стал образцовым художественным коллективом (удостоен золотой медали на 6-м Всемирном фестивале молодёжи и студентов в Москве, 1957).
Среди его учеников — А. М. Авдиевский, М. П. Гринишин, Е. В. Дущенко, Д. С. Загрецкий, Александр Дмитриевич Лапский, В. И. Шип, Ким Иосифович Юзанов, А. Ц. Мархлевский, П. Д. Горохов.
Умер 22 декабря 1962 года в Одессе.

## Память

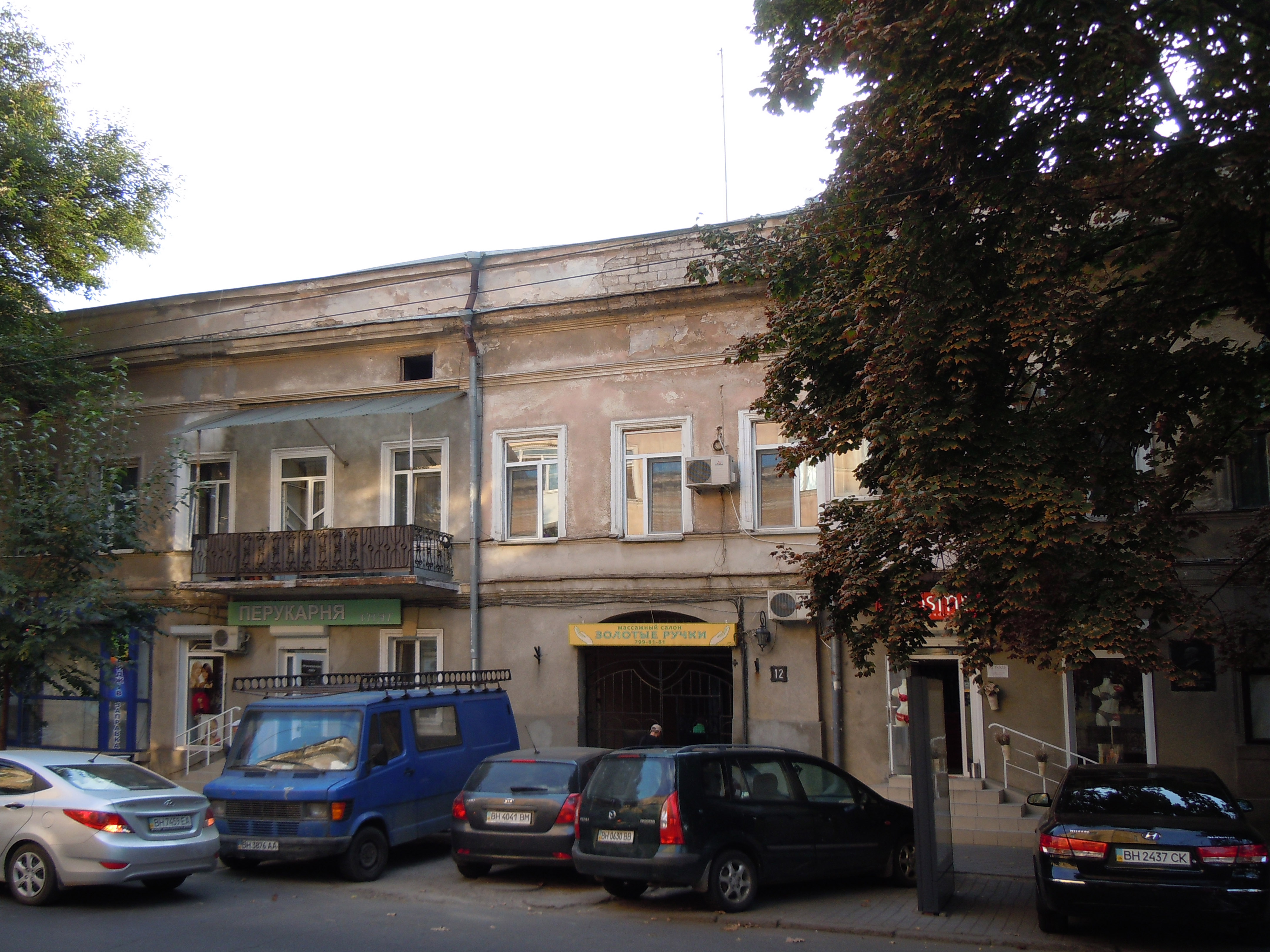
Соборная площадь Одессы, дом № 12

На доме № 12 Соборной площади Одессы установлена мемориальная доска, посвященная Константину Константиновичу Пигрову. В этом доме он жил с 1922 по 1962 годы.